# Dusun Dalam (Siulak)
Dusun Dalam is een bestuurslaag in het regentschap Kerinci van de provincie Jambi, Indonesië. Dusun Dalam telt 1142 inwoners (volkstelling 2010).